# Sens-de-Bretagne

Sens-de-Bretagne este o comună în departamentul Ille-et-Vilaine, Franța. În 1 ianuarie 2022 avea o populație de 2.620 de locuitori.